# پاترس‌ولده
پاترس‌ولده (به هلندی: Paterswolde) یک منطقهٔ مسکونی در هلند است که در هارن، خرونینگن واقع شده‌است. پاترس‌ولده ۳٬۷۸۸; نفر جمعیت دارد.